# Branquiópodes
Os branquiópodes (Branchiopoda; Filo Artropoda, Subfilo Crustacea) é uma classe que constitui um grupo de organismos morfologicamente diverso, com cerca de 1180 espécies conhecidas entre viventes e fósseis, cujo aparecimento data do período do Cambriano Superior. Seus representantes possuem tamanho reduzido (de 0.25mm a 10cm de comprimento) e são todos aquáticos (marinhos ou de água doce), principalmente de águas epicontinentais. Habitando em sua maioria ambientes de água doce, os branquiópodes tem como hábito de vida ocorrer em locais úmidos e efêmeros, ou seja, locais em que a água está presente em um determinado período de tempo e ausente no outro. Estes animais são capazes de produzir ovos resistentes à dessecação que podem perdurar por anos ou décadas até encontrar condições ideais de desenvolvimento.
Branchiopoda, portanto, é um grupo de animais heterogêneos, associados entre si por apresentarem partes morfológicas similares na região da boca e pernas torácicas na forma de filópodes. Eles ocupam posição chave em comunidades aquáticas, uma vez que como consumidores, são herbívoros e detritívoros e, dependendo da espécie, são predadores de outros pequenos invertebrados. Eles também fazem parte da dieta de muitos peixes e de alguns predadores invertebrados e vertebrados. As diferentes espécies de branquiópodes podem ser planctônicas ou bentônicas, incluindo a ocorrência em águas profundas, sendo que algumas delas (por exemplo, Artemia salina), estão adaptadas a ambientes de lagos temporários ou hipersalinos associados a ambientes litorâneos.
Embora haja muitas dúvidas sobre as relações de parentesco entre os branquiópodes e suas diversas designações taxonômicas, recentes análises moleculares indicam que esta classe constitui um grupo monofilético.
Alguns nomes populares de espécies representantes dessa classe são artêmias (Ordem Anostraca), camarão girino (Ordem Notostraca), camarão de concha (Ordem Diplostraca) e pulga d´água (Subordem Cladocera).

## Etimologia
O termo “branchiopoda” tem origem das palavras gregas “branchia” e “poda”, que significam respectivamente, "brânquias" e "pés". Este grupo recebeu tal denominação por acreditar-se que os epipoditos dos apêndices dos branquiópodes possuíam função relacionada as trocas gasosas do organismo. Estudos mais recentes indicam que, na verdade, os epipoditos funcionam como locais de osmorregulação.

## Características Anatômicas e Morfológicas

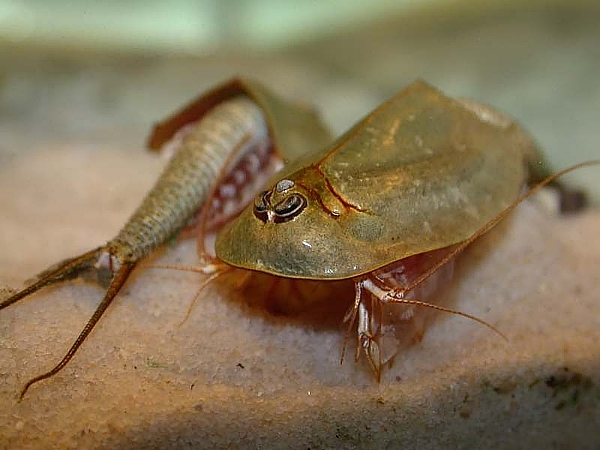
Branchiopodas do gênero Triops

A tagmose desta classe de artrópodes é completa, com presença e diferenciação de cabeça, tórax e abdome, sendo que organismos podem apresentar presença ou ausência de carapaça recobrindo o corpo do animal.
Na cabeça há a presença da antena 1 e maxílula, porém as maxilas são reduzidas ou ausentes e os maxilípedes estão ausentes.
O número de apêndices no tórax varia entre os diversos grupos de branchiopoda e estes apêndices torácicos são especializados em suspensivoria, ou seja, alimentação de partículas suspensas no meio aquático.
O abdome, por sua vez, geralmente é destituído de apêndice e com menos de 9 segmentos. A parte final do abdome apresenta  estrutura denominada télson, geralmente com ramo caudal.
Em geral, esses animais nadam por meio de batimentos metacronais dos apêndices do tronco, de trás para frente. Este apêndices costumam ser largos e achatados e tendem a apresentar franjas de cerdas que aumentam a eficiência da força propulsora. Durante a recuperação de cada braçada, os apêndices são flexionados e as cerdas podem sofrer colapso, reduzindo a resistência em relação a água. Em membros de branchiopoda, exitos ou epipoditos grandes originam-se da base da perna, formando membros folhosos largos conhecidos como filopódios. Essas estruturas, semelhantes a abas, facilitam a locomoção e podem desempenhar função de osmorregulação.
Em alguns branquiópodes um espaço existente acima do olho mediano está conectado ao ambiente externo por meio de um poro diminuto. Pesquisadores e especialistas ainda não sabem a função desta estrutura.

## Ciclo de Vida

### Desenvolvimento e reprodução
O ciclo de vida das diversas espécies de branquiópodes geralmente é curto, se entendendo no máximo a algumas poucas semanas. Em geral, os branquiópodes são gonocóricos, ou seja, os indivíduos possuem sexos separados. O resultado da fecundação são ovos que se desenvolvem em poucos dias.
Esses animais habitam zonas úmidas efêmeras, característico de regiões áridas e semi áridas. Quando o período de seca ocorre simultaneamente ao período reprodutivo, ocorre a deposição de cistos, que ovos resistentes à dessecação e que podem perdurar por longos períodos até que chegue uma nova temporada de chuvas. Essa transição entre condições ambientais é essencial para a prosperidade de uma população de branquiópodes, uma vez que os sucessivos períodos alternados de seca e umidade promovem a formação de bancos de ovos que podem se manter viáveis por décadas em condições ambientais desfavoráveis e servirem como verdadeiros portadores de diversidade genética ao longo do tempo, contribuindo na variedade genética de uma população.
O estágio larval dos branchiopoda é chamado de larva náuplio (podendo sofrer metamorfose e se tornar um metanáuplio), que possui hábito planctônico e é típico da forma larval da maioria dos crustáceos aquáticos. Morfologicamente, esta larva é caracterizada por possuir antênulas simples, antenas, mandíbulas largas e labro. Para natação, são utilizadas as antenas, enquanto que a principal função das mandíbulas está associada a obtenção de alimento, embora também ajude na movimentação do animal na coluna d’água. O número de metamorfoses que a larva náuplio sofre até atingir o estágio juvenil varia entre as espécies, mas algumas características em comum são mantidas entre elas ao longo do desenvolvimento.
Em certos representantes dessa classe, como na Subordem Cladocera, é comum a ocorrência da estratégia reprodutiva denomonada de partenogênese, embora  não seja a única maneira de se reproduzir, uma vez que a o tipo de reprodução varia de acordo com as condições ambientais do local. Além disso, em determinadas espécies ocorre androgonocorismo, processo pelo qual machos coexistem como hermafroditas, mas não são formadas fêmeas verdadeiras.
Por fim,o desenvolvimento dos branchiopoda pode ser também do tipo direto, por exemplo em indivíduos da ordem Diplostraca.

### Eclosão dos ovos
A eclosão dos ovos depende das condições do ambiente e pode ocorrer dentro da fêmea, quando a estrutura do gonóporo se abre dorsalmente para que os ovos se desenvolvam em câmara específica.
Já a dormência em branchiophoda pode ser um processo controlado endogenamente (diapausa) ou exógena (quiescência). A eclosão de cistos é afetada por condições específicas que varia para cada espécie de acordo com um intervalo de temperatura, luz e oxigênio, sendo sempre iniciada por um meio osmótico baixo. Esse padrão as vezes errático de eclosão ajuda no processo de adaptação a ambientes variáveis temporalmente. Os primeiros dias de eclosão também são aqueles de maiores picos em termos de quantidade.

## Sistema Nervoso
O sistema nervoso dos branchiopodas é típico dos Artrópodes, em consonância com o plano corporal do filo em questão. Dessa forma, o sistema nervoso se apresenta com gânglios separados e segmentados ligados por conectivos transversais, como uma escada de corda. O cérebro é composto por três gânglios fundidos, característica típica dos crustáceos.

## Sistema Respiratório e Circulatório
A respiração dos branchiopodas ocorre com auxílio dos filópodes, embora em alguns grupos, como em Cladocera, uma fina cutícula que recobre o organismo também atue neste processo. A captação do oxigênio é efetuada pelo pigmento hemoglobina, presente em todos os branchiopoda.
O coração destes animais segue o padrão dos crustáceos, sendo dorsal e com óstios, inserido em uma cavidade pericárdica. Em anostracos, o coração pode estar presente de forma longa e tubular estendendo-se além da porção cefálica ao longo do corpo. Já em cladocera, o coração pode ser mais compacto e contendo brânquias torácicas.

## Sistema Excretor e Osmorregulador
Os branchiopodas são animais amoniotélicos, ou seja, que excretam principalmente amônia independente se vivem no mar ou na água doce.  A excreção e a osmorregulação ocorrem principalmente por glândulas antenais ou glândulas maxilares, localizada na base dos filopódios. Estas glândulas são estruturas homólogas dispostas em série, organizadas de maneira semelhante, porém com variações na posição dos poros associados.
A cutícula dos branchiopodas funciona como uma barreira entre os ambientes externo  e interno e evita a entrada excessiva de água doce nos animais. Somado a isso, as areias presentes nessa cutícula funcionam como locais de eliminação de água e troca de íons, atuando, portanto, na osmorregulação também.

## Filogenia e Classificação
Apesar da diversidade de formas dos organismos denominados branchiopoda, o que dificulta o posicionamento filogenético de seus membros dentro do grupo,  acredita-se tratar-se de um grupo monofilético, baseado em evidências que incluem característica larval, aparato para alimentação, características dos adultos até dados de sequenciamento  de DNA ribossomal.
A classe Branchiopoda apresenta 3 ordens: Anostraca, Notostraca e Diplostraca, sendo as duas últimas consideradas grupos-irmãos. O grupo formado por Notostraca e Diplostraca, por sua vez, forma um grupo-irmão de Anostraca.
| "Cladoceromorpha" | \| \| Cladocera \| \| \| \| \| \| Cyclestherida \| \| \| \| |
|                   | \| \| Cladocera \| \| \| \| \| \| Cyclestherida \| \| \| \| |
|                   | Cladocera                                                   |
|                   |                                                             |
|                   | Cyclestherida                                               |
|                   |                                                             |

|  | Cladocera     |
|  |               |
|  | Cyclestherida |
|  |               |

| "Cladoceromorpha" | \| \| Cladocera \| \| \| \| \| \| Cyclestherida \| \| \| \| |
|                   | \| \| Cladocera \| \| \| \| \| \| Cyclestherida \| \| \| \| |
|                   | Cladocera                                                   |
|                   |                                                             |
|                   | Cyclestherida                                               |
|                   |                                                             |

|  | Cladocera     |
|  |               |
|  | Cyclestherida |
|  |               |

|  | Laevicaudata, Spinicaudata e outros |
|  |                                     |

| "Cladoceromorpha" | \| \| Cladocera \| \| \| \| \| \| Cyclestherida \| \| \| \| |
|                   | \| \| Cladocera \| \| \| \| \| \| Cyclestherida \| \| \| \| |
|                   | Cladocera                                                   |
|                   |                                                             |
|                   | Cyclestherida                                               |
|                   |                                                             |

|  | Cladocera     |
|  |               |
|  | Cyclestherida |
|  |               |

| "Cladoceromorpha" | \| \| Cladocera \| \| \| \| \| \| Cyclestherida \| \| \| \| |
|                   | \| \| Cladocera \| \| \| \| \| \| Cyclestherida \| \| \| \| |
|                   | Cladocera                                                   |
|                   |                                                             |
|                   | Cyclestherida                                               |
|                   |                                                             |

|  | Cladocera     |
|  |               |
|  | Cyclestherida |
|  |               |

|  | Laevicaudata, Spinicaudata e outros |
|  |                                     |

| "Cladoceromorpha" | \| \| Cladocera \| \| \| \| \| \| Cyclestherida \| \| \| \| |
|                   | \| \| Cladocera \| \| \| \| \| \| Cyclestherida \| \| \| \| |
|                   | Cladocera                                                   |
|                   |                                                             |
|                   | Cyclestherida                                               |
|                   |                                                             |

|  | Cladocera     |
|  |               |
|  | Cyclestherida |
|  |               |

| "Cladoceromorpha" | \| \| Cladocera \| \| \| \| \| \| Cyclestherida \| \| \| \| |
|                   | \| \| Cladocera \| \| \| \| \| \| Cyclestherida \| \| \| \| |
|                   | Cladocera                                                   |
|                   |                                                             |
|                   | Cyclestherida                                               |
|                   |                                                             |

|  | Cladocera     |
|  |               |
|  | Cyclestherida |
|  |               |

|  | Laevicaudata, Spinicaudata e outros |
|  |                                     |

| "Cladoceromorpha" | \| \| Cladocera \| \| \| \| \| \| Cyclestherida \| \| \| \| |
|                   | \| \| Cladocera \| \| \| \| \| \| Cyclestherida \| \| \| \| |
|                   | Cladocera                                                   |
|                   |                                                             |
|                   | Cyclestherida                                               |
|                   |                                                             |

|  | Cladocera     |
|  |               |
|  | Cyclestherida |
|  |               |

| "Cladoceromorpha" | \| \| Cladocera \| \| \| \| \| \| Cyclestherida \| \| \| \| |
|                   | \| \| Cladocera \| \| \| \| \| \| Cyclestherida \| \| \| \| |
|                   | Cladocera                                                   |
|                   |                                                             |
|                   | Cyclestherida                                               |
|                   |                                                             |

|  | Cladocera     |
|  |               |
|  | Cyclestherida |
|  |               |

|  | Laevicaudata, Spinicaudata e outros |
|  |                                     |

| "Cladoceromorpha" | \| \| Cladocera \| \| \| \| \| \| Cyclestherida \| \| \| \| |
|                   | \| \| Cladocera \| \| \| \| \| \| Cyclestherida \| \| \| \| |
|                   | Cladocera                                                   |
|                   |                                                             |
|                   | Cyclestherida                                               |
|                   |                                                             |

|  | Cladocera     |
|  |               |
|  | Cyclestherida |
|  |               |

| "Cladoceromorpha" | \| \| Cladocera \| \| \| \| \| \| Cyclestherida \| \| \| \| |
|                   | \| \| Cladocera \| \| \| \| \| \| Cyclestherida \| \| \| \| |
|                   | Cladocera                                                   |
|                   |                                                             |
|                   | Cyclestherida                                               |
|                   |                                                             |

|  | Cladocera     |
|  |               |
|  | Cyclestherida |
|  |               |

|  | Laevicaudata, Spinicaudata e outros |
|  |                                     |

| "Cladoceromorpha" | \| \| Cladocera \| \| \| \| \| \| Cyclestherida \| \| \| \| |
|                   | \| \| Cladocera \| \| \| \| \| \| Cyclestherida \| \| \| \| |
|                   | Cladocera                                                   |
|                   |                                                             |
|                   | Cyclestherida                                               |
|                   |                                                             |

|  | Cladocera     |
|  |               |
|  | Cyclestherida |
|  |               |

| "Cladoceromorpha" | \| \| Cladocera \| \| \| \| \| \| Cyclestherida \| \| \| \| |
|                   | \| \| Cladocera \| \| \| \| \| \| Cyclestherida \| \| \| \| |
|                   | Cladocera                                                   |
|                   |                                                             |
|                   | Cyclestherida                                               |
|                   |                                                             |

|  | Cladocera     |
|  |               |
|  | Cyclestherida |
|  |               |

|  | Laevicaudata, Spinicaudata e outros |
|  |                                     |

| "Cladoceromorpha" | \| \| Cladocera \| \| \| \| \| \| Cyclestherida \| \| \| \| |
|                   | \| \| Cladocera \| \| \| \| \| \| Cyclestherida \| \| \| \| |
|                   | Cladocera                                                   |
|                   |                                                             |
|                   | Cyclestherida                                               |
|                   |                                                             |

|  | Cladocera     |
|  |               |
|  | Cyclestherida |
|  |               |

| "Cladoceromorpha" | \| \| Cladocera \| \| \| \| \| \| Cyclestherida \| \| \| \| |
|                   | \| \| Cladocera \| \| \| \| \| \| Cyclestherida \| \| \| \| |
|                   | Cladocera                                                   |
|                   |                                                             |
|                   | Cyclestherida                                               |
|                   |                                                             |

|  | Cladocera     |
|  |               |
|  | Cyclestherida |
|  |               |

|  | Laevicaudata, Spinicaudata e outros |
|  |                                     |

| "Cladoceromorpha" | \| \| Cladocera \| \| \| \| \| \| Cyclestherida \| \| \| \| |
|                   | \| \| Cladocera \| \| \| \| \| \| Cyclestherida \| \| \| \| |
|                   | Cladocera                                                   |
|                   |                                                             |
|                   | Cyclestherida                                               |
|                   |                                                             |

|  | Cladocera     |
|  |               |
|  | Cyclestherida |
|  |               |

| "Cladoceromorpha" | \| \| Cladocera \| \| \| \| \| \| Cyclestherida \| \| \| \| |
|                   | \| \| Cladocera \| \| \| \| \| \| Cyclestherida \| \| \| \| |
|                   | Cladocera                                                   |
|                   |                                                             |
|                   | Cyclestherida                                               |
|                   |                                                             |

|  | Cladocera     |
|  |               |
|  | Cyclestherida |
|  |               |

|  | Laevicaudata, Spinicaudata e outros |
|  |                                     |

A filogenia de Branchiopoda é baseada em diversos caracteres, entre eles moleculares e morfológicos. Assim, tem-se que a sinapomorfia que sustenta o grupo Anostraca é a presença de olhos compostos pedunculares, carapaça ausente e enditos, que são apêndices pouco desenvolvidos na região do tronco.
Diplostraca e Notostraca são sustentados filogeneticamente como grupo-irmão de Anostraca por possuírem olhos compostos sésseis, presença de carapaça e apêndices torácicos com enditos bem desenvolvidos. Notostraca possui como sinapomorfias a presença de carapaça dorsal achatada e primeira apêndice torácico filiforme e sensorial, enquanto que Diplostraca possui como sinapomorfia a presença de carapaça ampla, semelhante as carapaças de moluscos bivalves. A junção dos grupos-irmãos Diplostraca e Notostraca formam um grande grupo denominado de Phyllopoda.
A ordem Diplostraca apresenta grande diversidade de espécies, que podem ser divididas em 4 subordens: Cladocera, Spinicaudata, Laevicaudata e Cyclestherida, estas três últimas informalmente denominando o grupo “Conchostraca”. No caso do grupo parafilético Conchostraca, seus indivíduos apresentam uma carapaça que recobre todo o animal e tronco com metameria homônica, enquanto que na subordem Cladocera a carapaça não recobre todo o corpo e ocorre redução dos somitos torácicos.
Fritsch & Richter, 2015 propõem que as Subordens Cladocera e Cyclestherida sejam considerados grupos irmãos de um grupo informal denominado “Cladoceromorpha”, uma vez que ambos apresentam larvas com desenvolvimento direto e ovos gerados por partenogênese (alternância de gerações).
Em outras classificações recentes, Diplostraca está dividida em duas subordens: Laevicaudata e Onychocaudata, sendo que Onychocaudata contém as subordens Spinicaudata e Cladocera.

## Taxonomia
Branchiopoda foi pela primeira vez descrito como grupo taxonômico pelo zoólogo frânces Pierre André Latreille, em 1817. A classe era, anteriormente, classificada como ordem.

### Ordem Anostraca

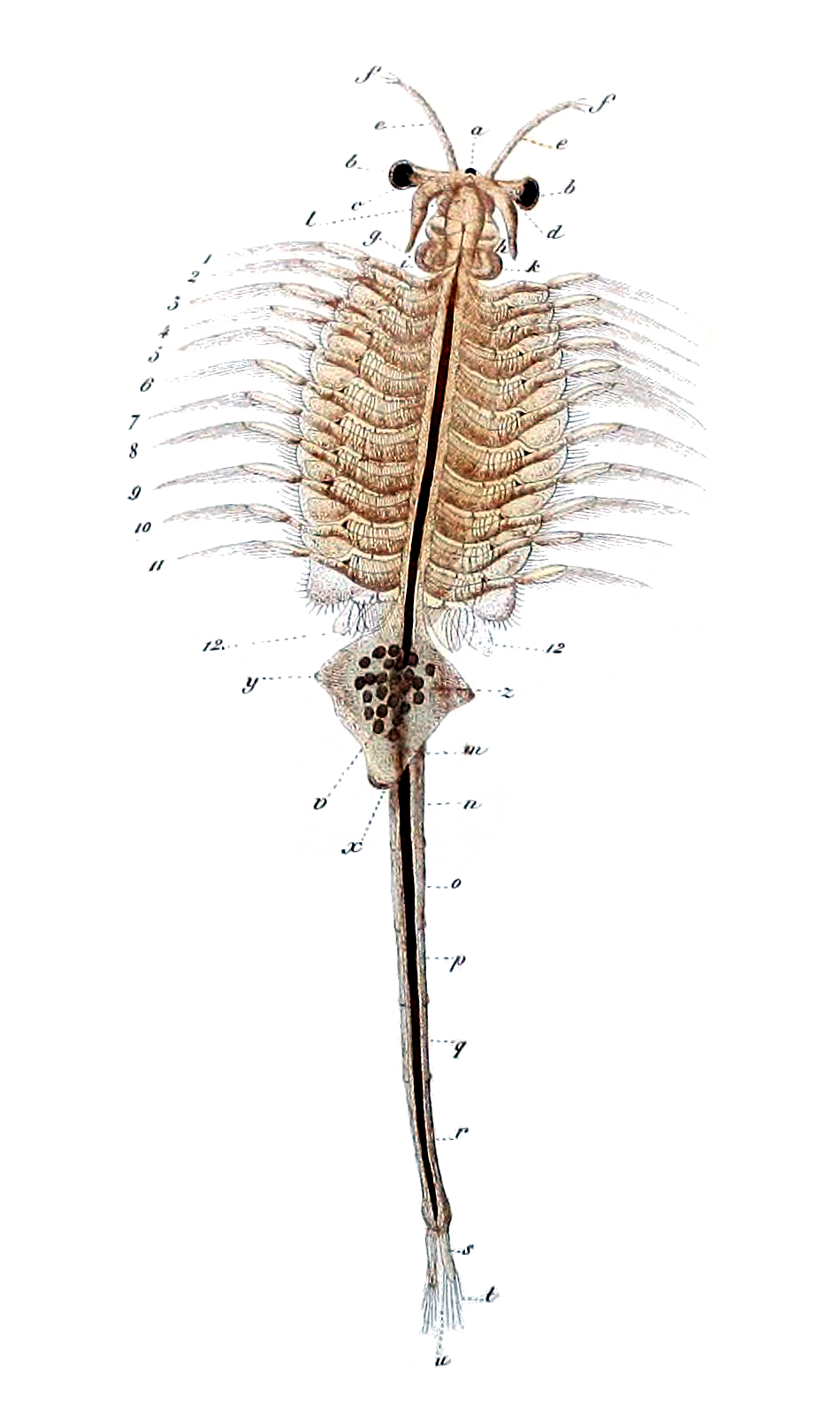
Artemia salina

Os Anostraca constituem o grupo taxonômico mais diverso dentro de Branchiopoda e possui como exemplar mais conhecido a Artemia salina, animal que consegue viver em ambientes extremamente secos e com alta concentração de sal.
A Sinapomorfia principal e que dá nome ao grupo é a ausência de carapaça. A cabeça dos animais desse grupo é muito bem definida e os olhos são pedunculados. Há aproximadamente 11 pares de apêndices ao longo do tórax, podendo variar de número de espécie para espécie, sendo do tipo filopódio típico. Esses apêndices são usados para natação, trocas gasosas e captação de alimento, rebatendo-os vorazmente no substrato para obtenção do alimento em suspensão.

#### Morfologia e Anatomia
Os indivíduos dessa Ordem possuem um escudo cefálico, e seu corpo é dividido em cabeça, tórax e abdômen. Conta com seis segmentos cefálicos, 11 torácicos e 8 abdominais, com télson contendo ramo caudal.
Os apêndices torácicos, birremes e filopodiais, realizam movimento denominado metacronal, em que ondas no sentido posterior-anterior geram o fluxo de água de maneira que partículas possam ser capturadas pelos enditos pouco desenvolvidos com franja de cílios. Já os exitos do filopódio realizam trocas gasosas e recebem a denominação de epipodito. O abdômen não possui pares de apêndices.
Presente globalmente e na maioria das vezes associados a ambientes áridos e semiáridos (exceção da Artemia, frequente em ambientes litorâneos também), esses animais possuem baixa tolerância a variação de determinados componentes físicos, e por isso são considerados bons indicadores ecológicos.

#### Reprodução
Os organismos dessa Ordem armazenam seus ovos fecundados junto a fêmea até a eclosão, que ocorre na região denominada câmara incubadora dorsal. Na região análoga aos machos está presente o pênis
Durante os estágios larvais a larva (náuplio) cresce e se diferencia por cerca de 15 mudas, em que mudanças morfológicas e corporais ocorrem, incluindo o aparecimento de dimorfismo sexual, tendo os machos as antenas de nº 2 grandes e utilizadas para se agarrar ao organismo feminino durante a cópula.
As artêmias podem se reproduzir sexuadamente ou assexuadamente, por partenogênese. Na reprodução sexuada, as femeas podem produzir cistos, liberando-os no ambiente quando de condições desfavoráveis, ou liberando náuplios (larvas).

#### Curiosidades
No Brasil, ocorre produção de Artemia sp. voltada para uso na aquicultura, como alimento para organismos aquáticos como larvas de camarões e peixes. Cistos de Artemia podem ser adquiridos e incubados para posterior alimentação, sob a forma de náuplios, para espécies de peixes de aquário.

### Ordem Notostraca

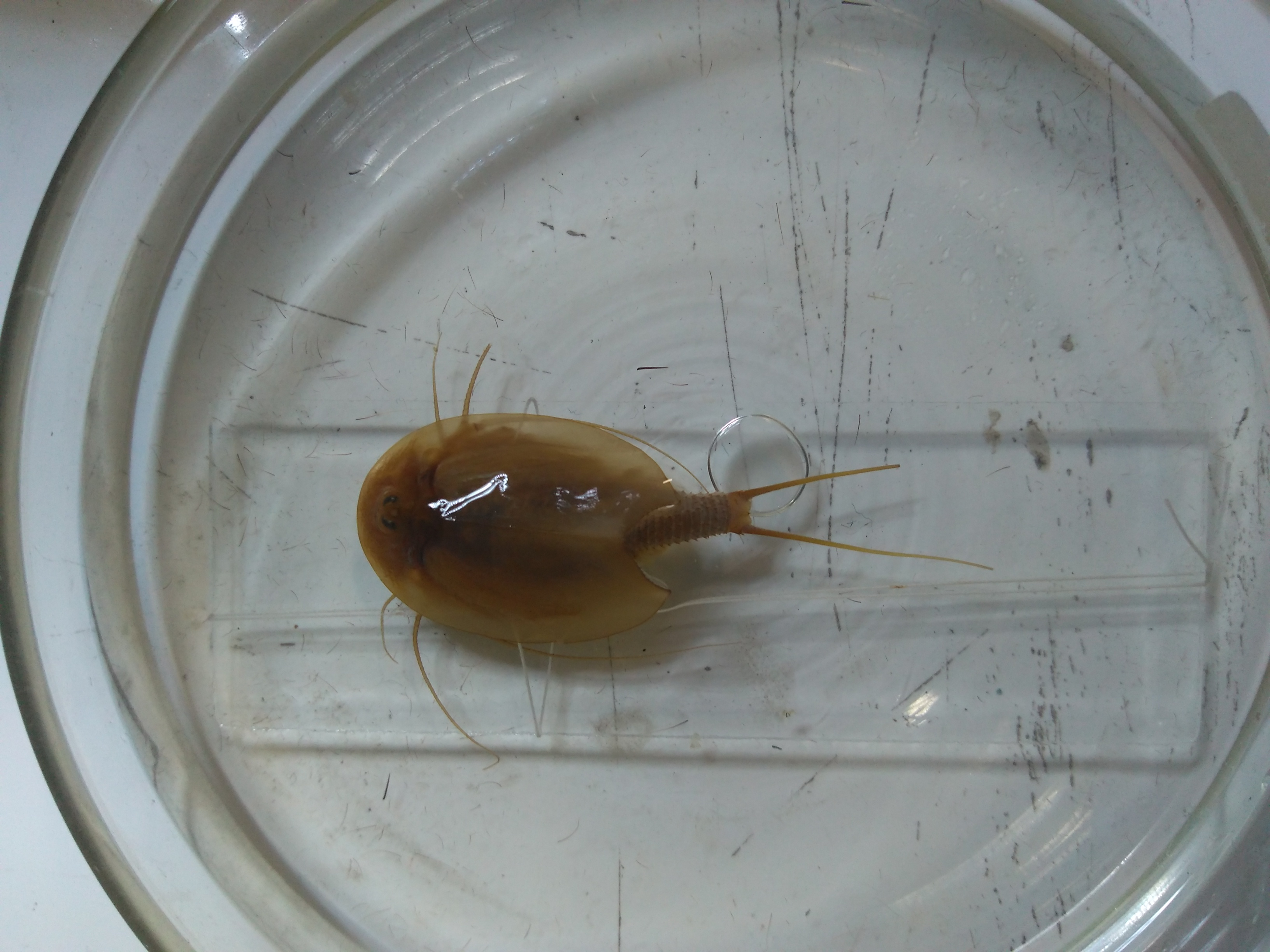
Vista dorsal de um Notostraca do gênero Triops, focando na carapaça, télson e apêndices sensoriais

Os representantes dessa ordem são popularmente conhecidos como "camarões-girinos", visto que possuem uma carapaça larga, mas um corpo delgado, gerando um formato corporal próximo ao de um camarão e ao de um girino. Essa carapaça é justamente a principal característica que define os Notostraca, localizando-se no dorso do animal e assemelhando-se a um escudo que se funde com a cabeça e que cobre frouxamente o tórax e parte do abdome.

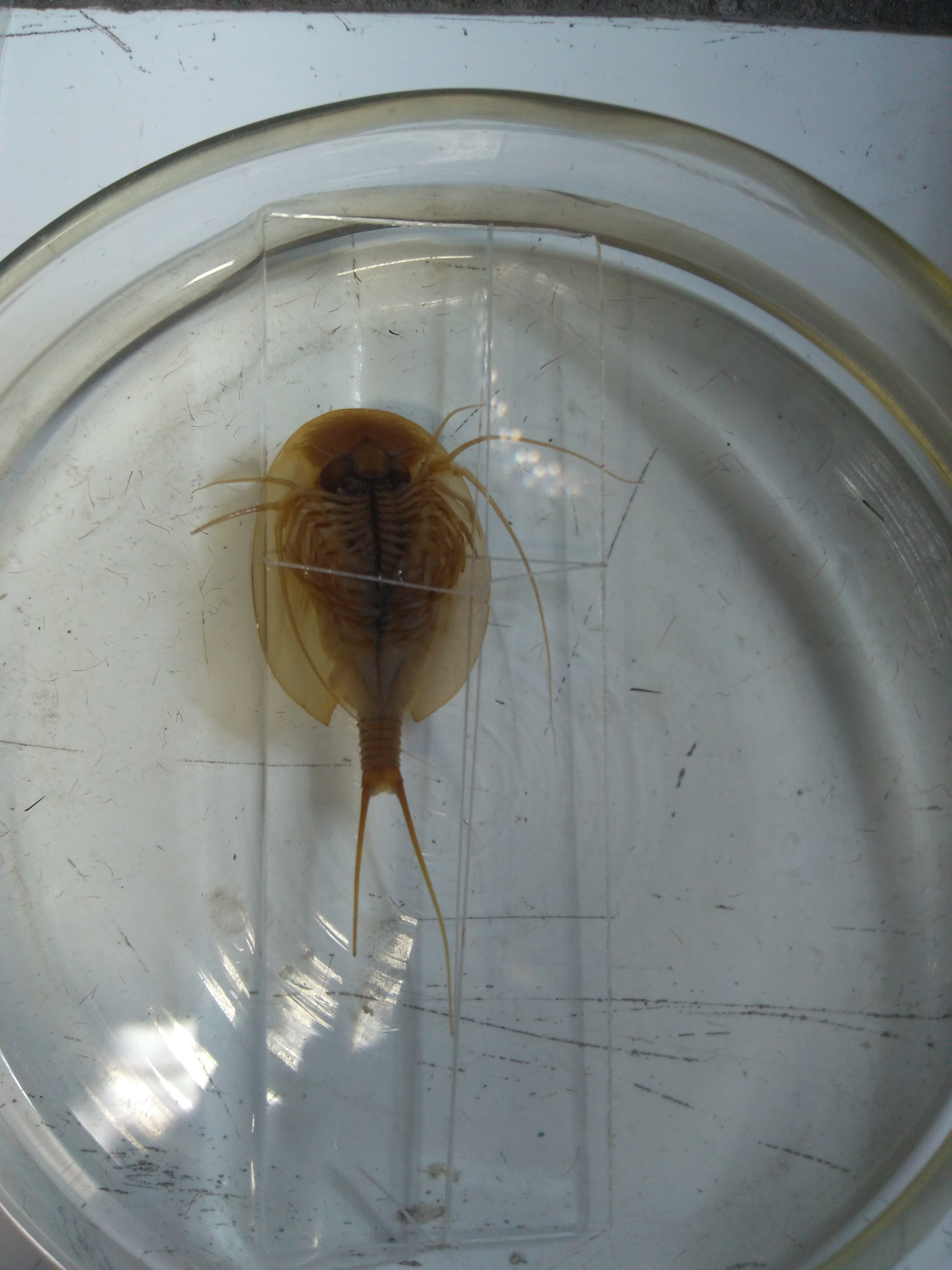
Vista ventral de um Notostraca do gênero Triops

Os notostracos são classificados em duas ordens distintas: Triops e Lepidurus, contendo ao todo, não mais que doze espécies. São animais de águas inferiores e sobrevivem a diferentes níveis de salinidade, embora só estejam presentes em água doce. São animais onívoros e detritívoros, em geral. Estão presentes em todo o mundo, exceto na Antártida.

#### Morfologia e Anatomia
A maioria das espécies mede de 2 a 10 centímetros de comprimento. A antena é reduzida ou ausente. Seu tórax é dividido em 11 segmentos, cada um com um par de apêndices do tipo filopódio. Alguns destes, são bem modificados e com função sensorial, funcionando como uma antena (apêndices torácico, não cefálico), outros são usados para natação e para revirar o substrato, capturando presas e obtendo alimentos em suspensão.
Seu abdome possuem "anéis", cada um formado por mais de um apêndice verdadeiro. Cada anel pode possuir mais de um par de apêndice, embora os posteriores não possuam apêndices. No abdome são encontrados também apêndices pós-genitais, além de gonóporos. Seu télson apresenta ramos caudais longos.
Possuem olhos compostos e representantes do gênero Triops há a presença de um ocelo.

##### Reprodução
O ciclo de vida dos notostracos é curto, terminando em 30 a 40 dias. Algumas espécies são gonocóricas, mas outras podem incluir populações hermafroditas. A partenogênese ainda está em discussão se está presente no grupo. Em geral os ovos são carregados em bolsas e quando depositados são resistentes à seca. A larva é do tipo náuplio com desenvolvimento anamórfico.

##### Curiosidades
Ovos de Triops eram comercializados nos EUA como brinquedos de aquário. Além disso, são consideradas pragas em plantações de arroz, possuindo certa importância econômica.

### Ordem Diplostraca
Constitui o grupo-irmão de Notostraca. São popularmente chamados de camarões-moluscos ou camarões concha, devido a semelhança de sua carapaça com as conchas dos moluscos. Sua principal sinapomorfia é a presença de uma carapaça do tipo "bivalve" que se estende lateralmente ao redor do animal, recobrindo a maior parte do corpo, sendo que em algumas espécies há diferenças morfológicas nessas carapaças em indivíduos de sexos distintos.
A maioria dos diplóstracos são bentônicos, mas costumam nadar em períodos reprodutivos. Alguns são suspensívoros diretos, enquanto outros são detritívoros e possuem hábitos de raspagem do substrato pela busca de alimentos.

#### Morfologia e Anatomia
O corpo dos diplóstracos é dividido em cabeça e tronco, com este dividido de 10 a 32 segmentos, todos com apêndices do tipo filopódio.  Tais apêndices tendem a diminuir de tamanho nas regiões posteriores. O tronco termina com somito anal ou télson contendo cercopódios e os gonóporos estão presentes no 11° segmento do tronco. Tais animais possuem um par de olhos sésseis e um único olho simples mediano.
A carapaça acaba comprometendo a eficácia natatória dos apêndices. Assim, a natação é efetuada pelo par de antenas 2, que é bem desenvolvida, enquanto que os apêndices são utilizados para ventilar o substrato, facilitando a captura de alimentos e trocas gasosas.

#### Reprodução
O dimorfismo sexual nos diplóstracas é bem evidente. Nas fêmeas é notável a presença de uma câmara dorsal incubadora de ovos, localizada entre o tronco e a carapaça. Nesse local os ovos se desenvolvem rapidamente em miniaturas do adulto, transpassando as fases larvais. Nos machos o dimorfismo é notado pela presença apêndices modificados (claspers) para agarrar a fêmea durante o ato reprodutivo. As espécies nas diferentes subordens podem ser gonocóricas ou hermafroditas.

### Subordem Spinicaudata
A ordem Spinicaudata possui esse nome por apresentar uma cauda espinhosa. Suas valvas são articuladas na região dorsal e sua carapaça possui linhas de crescimento provenientes das sucessivas mudas. Suas antenas são largas, ramificadas e usadas para natação, enquanto que os segmentos do tronco variam de 16 a 32. Estes animais são encontrados em todas as regiões do mundo, exceto as polares.

### Subordem Laevicaudata
Os laevicaudatas são conhecidos como camarões molusco de cauda achatada. Sua valvas são pregueadas e incluem uma família com representantes que possuem carapaças globulares articuladas, circundando todo o corpo do animal, exceto a cabeça. As antenas possuem largura considerável e são usadas para natação e alguns de seus filopódios são modificados para atuar como filtradores de alimentos. São encontradas em diversas regiões pelo mundo, exceto nos polos e habitam locais de águas efêmeras.

### Subordem Cyclestherida

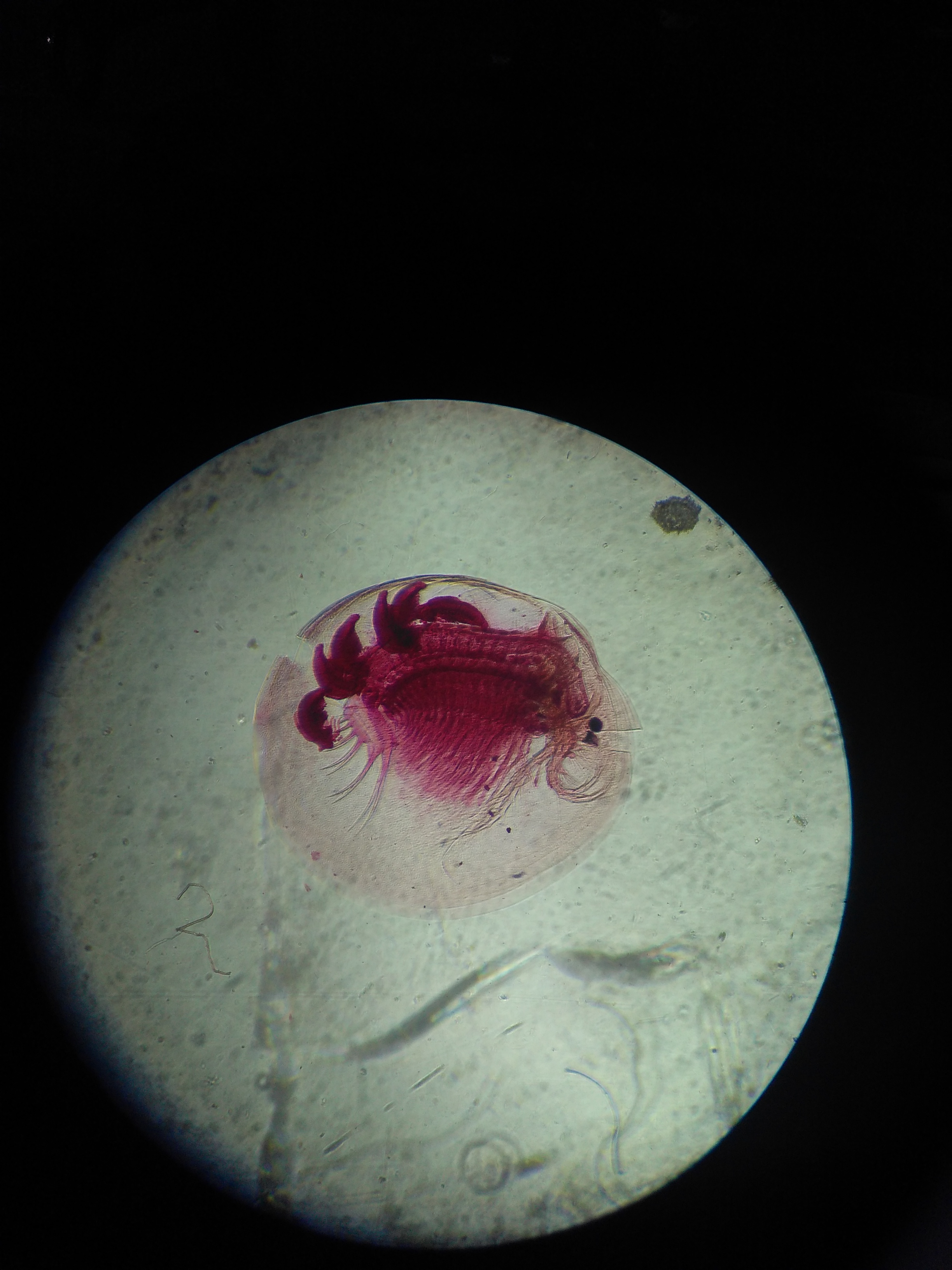
Microscópio ótico (aumento de 40x) de Cyclestherida. Vista lateral

Formando junto com Cladocera o grupo informal "Cladoceromorpha", os Cyclestherida possuem espinhos dorsais esclerotizados, com par de antenas 2 bem desenvolvido. Na sua câmara incubadora dorsal há desenvolvimento direto dos ovos e do ovo surge o arquétipo do indivíduo adulto.
Esse arquétipo costuma passar por cerca de 9 estágios até se tornar um adulto, sendo 4 deles dentro do ovo, e os outros 5 depois do nascimento, enfrentando mudanças morfológicas consideráveis, principalmente no que diz respeito as maxilas e aos ramos anteriores da segunda antena, que em adultos são o enditos, enquanto que os ramos posteriores da segunda antena dá origem aos exitos.
Uma comparação entre Cyclestherida e o fóssil de Rehbachiella kinnekullensis datado do Cambriano Superior revela uma incrível similaridade na morfologia dos enditos dos apêndices torácicos, servindo como base para estudo de relações filogenéticas entre crustáceos ancestrais, usando dados morfológicos.

### Subordem Cladocera
Os cladóceros, chamados também de pulga aquática, incluem cerca de 400 espécies de branquiopodas, que vivem predominantemente em água doce. Ainda que possuam poucas espécies, este grupo é muito diverso morfologicamente e ecologicamente.
Os cladóceros estão distribuídos por quase todo o planeta e em quase todas as águas interiores. Possui inclusive representantes marinhos, como Penilia. Em sua grande maioria são animais rastejadores ou escavadores bentônicos, raspando a matéria orgânica removida de partículas sedimentares. Outros são planctônicos e nadam com suas antenas, podendo ser suspensívoros ou mesmo predadores.

#### Morfologia e Anatomia
A antena 1 desses grupos é bem reduzida, enquanto que o par de antenas 2 é ramificado, cheio de cerdas e possui função sensorial, além de ser usado para natação. Essas cerdas na cabeça constituem a característica principal que dá nome ao grupo. Possui de 4 a 6 pares de apêndices na região torácica, enquanto que seu abdômen não possui apêndices. A antena 2 tem função natatória e a maioria é suspensívoro, com casos de espécies predadoras carnívoras.
É característico por possuir um pós-abdômen, uma curva abdominal que possui fusca caudal. Chegam medir até 6 mm de comprimento. Os olhos compostos são fundidos e com musculatura própria, sendo que podem apresentar uma estruturação muito complexa em espécies predadoras.

#### Reprodução

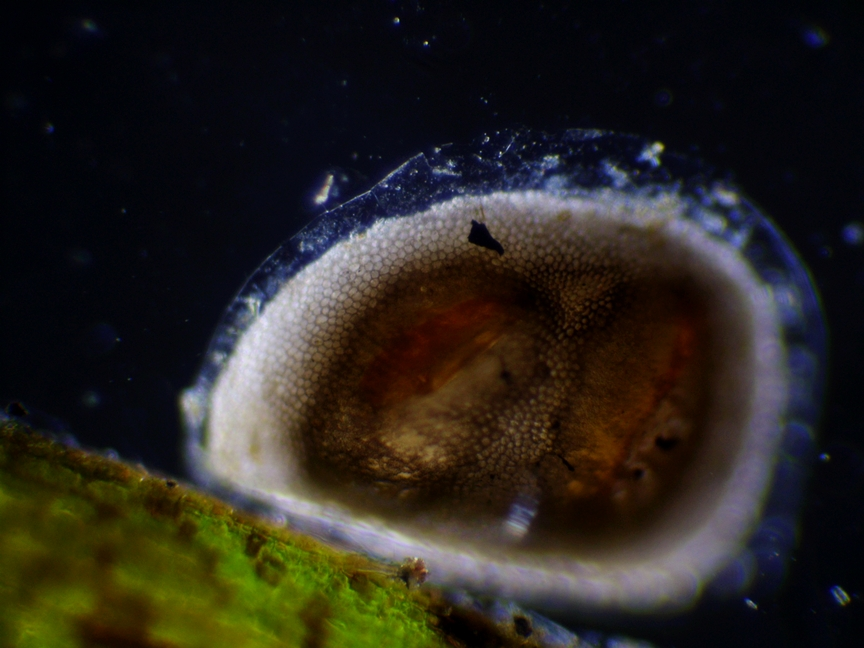
Cladocera ephippium

Na reprodução sexuada, a fertilização ocorre numa câmara incubadora, situada entre a superfície dorsal do tronco e a superfície interna da carapaça. A maioria das espécies têm desenvolvimento direto. Na família Daphnidae, os embriões em desenvolvimento ficam retidos por uma parte da carapaça desprendida, que funciona como um envoltório de ovos conhecido como efípio, muito característico na espécie Cladocera ephippium, enquanto que na família Chydoridae, o efípio continua fixado a toda a carapaça desprendida.
O gênero Leptodora tem ciclo de vida heterogêneo, alternando entre partenogênese a reprodução sexuada. Essa última modalidade resulta na formação de larvas de vida livre (os metanáuplios eclodem de ovos em repouso).
O ciclo de vida dos cladóceros são comumente comparados ao ciclo de vida de rotíferos ou afídeos. Existem duas famílias de cladóceros que fazem partenogênese: Moinidae e Polyphemidae. Em ambas as famílias, os ovos possuem pouco vitelo, o assoalho da câmara de incubação é revestido por um tecido glandular que secreta um líquido rico em nutrientes que é absorvido pelos embriões em desenvolvimento.
O mecanismo de partenogênese é da seguinte maneira: Esses organismos vivem geralmente em lagos ou regiões de águas temporárias. Portanto, quando há um ambiente favorável para a espécies, as fêmeas partenogenéticas fazem apenas partenogênese e o resultado são apenas fêmeas, já que enquanto não houver uma condição de risco, a reprodução sexuada não será necessária. No momento em que as condições ambientais começam a mudar e avisam que é necessária a condição de resistência, as fêmeas produzem um macho-anão por partenogênese e a partir dele é feito a reprodução sexuada e assim ovos de resistência são produzidos conseguindo resistir a grandes períodos de seca.

## Surgimento e Diversificação
Apesar da bem estabelecida filogenia e um bom registro fóssil dos branquiopodas, um estudo da macro-evolução ainda precisa ser aprofundado. Os primeiros branquiópodes possuem registro fóssil fragmentado, o que tem como consequência as grandes divergências destes animais. Segundo Sun et. al, 2016, utilizando-se de dados genômicos e pontos de calibração de fósseis, mostrou-se que o grupo de Branchiopoda esta enraizado no Neo proterozoico tardio (563 Ma±7 Ma) e a diversificação ocorreu durante o meio do cambriano e início do Ordoviciano (478-512 Ma), representando provavelmente a origem da biota de água doce. O clado dos Filópodas divergiu durante o Ordoviciano (448-480 Ma), sendo que grupo Diplostraca co-divergiu durante o final do Ordoviciano e inicio do Siluriano (430-457 Ma).
Acredita-se que o ancestral dos branchiopoda seja aparentado a Ordem atual dos Anostraca, datado da Cambriano. A diversificação para animais com conchas ocorreu durante o Siluriano, tendo a Ordem Notostraca aparecido no Carbonífero e Diplostraca no Siluriano-Devoniano.